# Americana (musikalbum av The Offspring)
Americana är det amerikanska punkrockbandet The Offsprings femte studioalbum, släppt den 16 november 1998 via skivbolaget Columbia. Bandets föregående album, Ixnay on the Hombre, sålde inte lika bra som förväntat, men trots detta ville Dexter Holland inte förändra The Offsprings musikaliska inriktning. Holland ville istället skapa ett album som var ett mellanting mellan Smash och Ixnay on the Hombre, och The Offspring valde att återigen samarbeta med producenten Dave Jerden, mycket på grund av dennes ”gränslösa entusiasm”.
Americana spelades in mellan juli och september 1998 i studion Eldorado Recording Studios i Burbank, Kalifornien. I sitt låtskrivande var Holland avslappnad och han kände inte samma press som han hade gjort inför Ixnay on the Hombre. Holland inspirerades mycket av en skev och dysfunktionell bild av amerikansk kultur och under arbetet med Americana uppvisade han en ”onaturlig nyfikenhet” för pratshower. Under inspelningen utvecklades Americana till ett konceptalbum, där några av dess teman behandlar människor som i allmänhet inte längre tar ansvar för sina handlingar, tonårsångest och frigörandet från auktoriteterna. Greg K. poängterade dock att låtarna på Americana inte skulle tas på för stort allvar och att de inte skulle ses som vare sig politiska eller värdeladdade utan enbart som underhållning.
Americana fick främst positiva reaktioner när det lanserades. Några recensenter ansåg att The Offspring hade lyckats bra med att hitta en balans mellan sina punkrockrötter och sina mer kommersiella radiolåtar på albumet. Andra recensenter var mer kluvna till Americana och det har beskrivits både som motbjudande och värdelöst. Albumet nådde som bäst plats 1 i Australien, Nya Zeeland, Sverige och Österrike. Americana har certifierats för åttafaldig platina i Kanada och har även certifierats för minst dubbel platina i USA, Australien, Nya Zeeland, Sverige och Frankrike. 2018, tjugo år efter albumets ursprungliga lansering, släpptes Americana i en 20th Anniversary Edition innehållandes en LP-utgåva av albumet.

## Bakgrund och inspelning

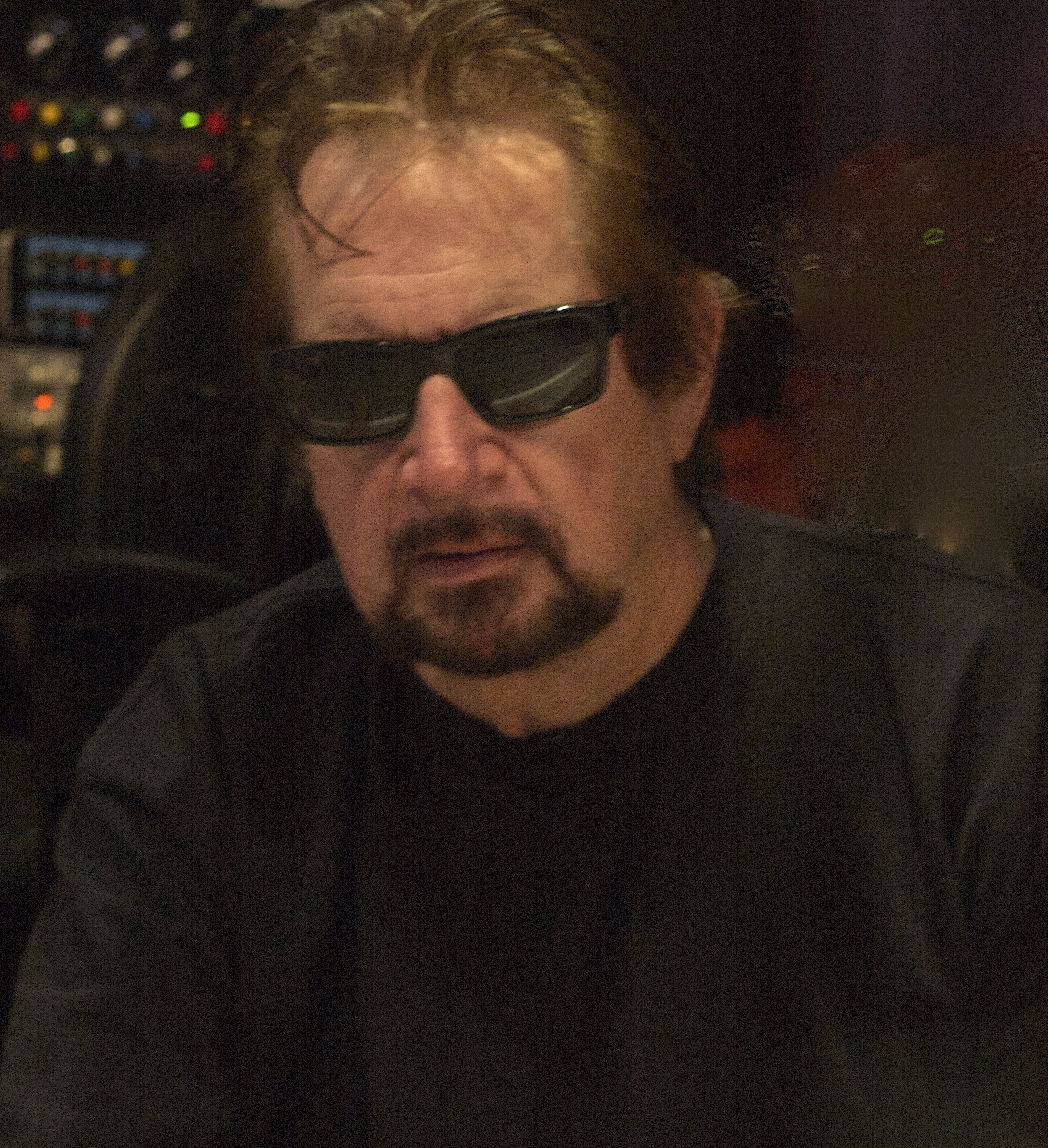
Dave Jerden producerade Americana.

The Offsprings fjärde studioalbum, Ixnay on the Hombre, sålde inte lika bra som förväntat. Trots detta ville Dexter Holland inte förändra bandets musikaliska inriktning utan hålla tonen på Americana snarlik den på tidigare album. Han menade att The Offspring inte behövde framstå som ett helt annorlunda band för varje nytt album som spelades in. Holland sade att lyssnaren kunde förvänta sig ett mellanting mellan Smash och Ixnay on the Hombre; han planerade att lyssna igenom båda dessa album för att se vilka låtar som lät bäst och på så sätt bygga upp en grund för Americana. Holland påbörjade arbetet med albumet i december 1997, och The Offspring valde att återigen samarbeta med producenten Dave Jerden. Under inspelningen fick bandmedlemmarna tillgång till hans diskografi och samling av instrument, men det var Jerdens ”gränslösa entusiasm” som främst lockade Holland.
Den 14 april 1998 rapporterades det att bandet planerade att börja spela in Americana i juni samma år och den 9 juli 1998 meddelades det att albumets inspelning hade påbörjats den 6 juli detta år. I en artikel publicerad den 27 juli 1998 förklarade Holland att The Offspring dittills hade hållit på med inspelningen av Americana i två veckor och att albumet skulle innehålla 12 låtar även om demoversioner för 17 låtar hade spelats in. Bandmedlemmarna ville undvika att dra ut på inspelningsprocessen och satte därför en strikt tidsfrist för när albumet skulle vara färdiginspelat. I augusti 1998 tillbringade The Offspring sex dagar i veckan med att spela in Americana. "Pay the Man" spelades ursprungligen in 1996 för Ixnay on the Hombre, men valdes bort från det albumet. Låten lanserades i stället på Americana i den version som hade spelats in tidigare. Innan albumet var färdiginspelat hade Holland planer på att samarbeta med Brian Setzer Orchestra för att spela in en coverlåt, vilket dock aldrig skedde. Den 3 september 1998 meddelade Columbia att The Offspring höll på att bli färdiga med albumet i studion. Inspelningen av Americana gick relativt problemfritt och Columbia hade inga klagomål över någon av låtarna som bandet ville ha med på albumet. Produktionen av Americana tog totalt åtta månader och bandmedlemmarna kände att de vill producera ett album fortare än de tre år det tog från Smash till Ixnay on the Hombre. Noodles har sagt att det var enkelt att spela in Americana eftersom han ansåg att The Offspring inte hade samma press på sig som de hade haft med uppföljaren till Smash.
Jerden förklarade att han alltid försökte koppla samman de album han producerade för ett band och därigenom ta det andra albumet ett steg längre. För Americana valde han att låta The Offspring använda sig av det nya sound som hade börjat växa fram på Ixnay on the Hombre. Vid slutet av albumproduktionen kände Jerden sig utbränd och han hade problem med att färdigställa Americana. Efter att han hade producerat både Ixnay on the Hombre och Americana bestämde Jerden sig för att avsluta samarbetet med The Offspring eftersom han själv hade valt att inte producera fler än två album per band.

## Musik och låttext
”På senare tid har jag intresserat mig för den här skeva bilden av det amerikanska. Hela pratshowskulturen under dagtid fascinerar mig. Det verkar som om de saker som tidigare befann sig i periferin alltmer blivit en del av vardagens verklighet. Om USA en gång i tiden handlade om barbecue, stora bilar och livet i förorterna på 50-talet är det numera en total freak show. Jag ville visa att vanligt, genomsnittligt amerikanskt liv inte är så genomsnittligt eller vanligt längre.”
Två veckor in i inspelningen av Americana hade Holland inte skrivit en enda låttext och i slutet av augusti 1998 hade ännu bara två låtar fått sina slutgiltiga titlar: "Pay the Man" och "Pretty Fly (for a White Guy)". Holland kände inte samma press som han hade känt för Ixnay on the Hombre utan ansåg att han kunde vara mer avslappnad med sitt låtskrivande för detta album. Holland ville inte försöka gissa vad lyssnarna skulle säga om Americana för det ansåg han vara ett tecken på att den musikaliska riktningen inte var tydlig nog. Han inspirerades mycket av pratshower när han skulle skriva sina låttexter och nämnde bland annat sin ”onaturliga nyfikenhet” för pratshower såsom The Jerry Springer Show, Ricki Lake Show och The Montel Williams Show. Holland sade att Americana skulle vara ”adrenalinfyllt” och han beskrev musiken som ”powerpunk” fast med några överraskningar. Noodles menade på att The Offspring alltid har sina rötter inom punkrocken, men att Americana även innehöll låtar som var mer åt det melodiska rock'n'roll-hållet. Greg K. poängterade att låtarna på Americana inte skulle tas på för stort allvar och att de inte skulle ses som vare sig politiska eller värdeladdade utan enbart var menade att vara underhållande. Som med tidigare album var The Offspring influerade av orientalisk musik när de spelade in Americana.
Americana är ett konceptalbum, där det underliggande temat handlar om att människor i allmänhet inte längre tar ansvar för sina handlingar medan andra teman på albumet är tonårsångest, frigörandet från auktoriteterna, överlevnad i en bristfällig värld samt konsekvenserna av för mycket politisk korrekthet. Noodles förklarade att Americana inte enbart handlade om positiva aspekter med amerikansk kultur utan även berörde perversiteter och brister eftersom han ansåg att detta var en del av verkligheten. Holland inspirerades av ”USA:s kulturella galenskap” när han skrev låtarna för Americana, vilket Jason Pettigrew på Alternative Press höll med om då han beskrev albumet som ”en samling högljudda vinjetter som illustrerar den kulturella galenskap som sveper över USA.” Front Magazine anmärkte att Americana reflekterade över problem i det moderna samhället såsom arbetslöshet och diskriminering medan Mike Bellart på Music's Bottom Line kommenterade att albumet handlade om ett dysfunktionellt USA.
Americana börjar med "Welcome", vilket är ett tal av John Mayer. Låten har beskrivits som en opersonlig hälsning från en telefonsvarare. "Pretty Fly (for a White Guy)", som har ett intro som är samplat av Def Leppards "Rock of Ages", har Noodles sagt var ett försök av Holland att få till en låt som lät som "Low Rider" av War och den har även sagts vara inspirerad av "The Ballroom Blitz" av Sweet samt av "Play That Funky Music" av Wild Cherry. "Feelings" är en omgjord version av Morris Alberts låt med samma namn från 1974. Holland ville göra en punkversion av "Feelings" och han valde att lyfta fram negativa och hatfyllda känslor snarare än de kärleksfulla och sentimentala känslor som var närvarande i originalversionen. De andra bandmedlemmarna tyckte till en början att Holland var galen som föreslog idén till "Feelings", men ändrade åsikt när de hörde hans riff för låten. "Why Don't You Get a Job?" beskrevs av Front Magazine som en ”vaggvisa för de arbetslösa”, vilket Noodles ansåg var ett tragikomiskt sätt att se på låten eftersom den handlar både om personer som livnär sig på andra och om de personer som ger stöd åt andra. "She's Got Issues", som från början hette "I've Got Issues", handlar om människor som skyller sina egna misstag på en tragisk barndom medan "Walla Walla", som är uppkallad efter smeknamnet för fängelset Washington State Penitentiary i USA, beskriver en person som fortsätter att fatta dåliga beslut i livet och till slut hamnar i fängelse men som beskyller andra för sina motgångar. "Walla Walla" är, enligt Holland, inspirerad av punkrockbandet The Vandals musik. Både "Have You Ever" och "Staring at the Sun" handlar om att vända motgångar till framgångar och gå sin egen väg oavsett vad andra tycker och tänker, något Holland såg som ett centralt tema för albumet. Inspiration till "The Kids Aren't Alright" fick Holland när han besökte sitt gamla bostadsområde i Garden Grove, Kalifornien; även om han hade börjat skriva på låten långt före inspelningen av Americana var det först efter besöket som han bestämde sig för att slutföra den. I Garden Grove fick Holland reda på att några av de personer som hade bott i samma bostadsområde samtidigt som honom hade gått tragiska öden till mötes såsom att ha drabbats av nervösa sammanbrott, varit med om bilolyckor, blivit drogberoende och mördats. Tom Lanham på BAM ansåg att "Americana" handlade om människans behov av omedelbar tillfredsställelse och Noodles beskrev låten som ”cynisk”. "Pay the Man", som från början hette "Stonehenge", jämfördes av Dawn Tam på Toronto Sun med The Beatles "Strawberry Fields Forever" på grund av förekomsten av cymbaler och ”nyckfulla harmonier” och låten uppvisar även influenser från The Whos låtar.

## Albumnamn och förpackning

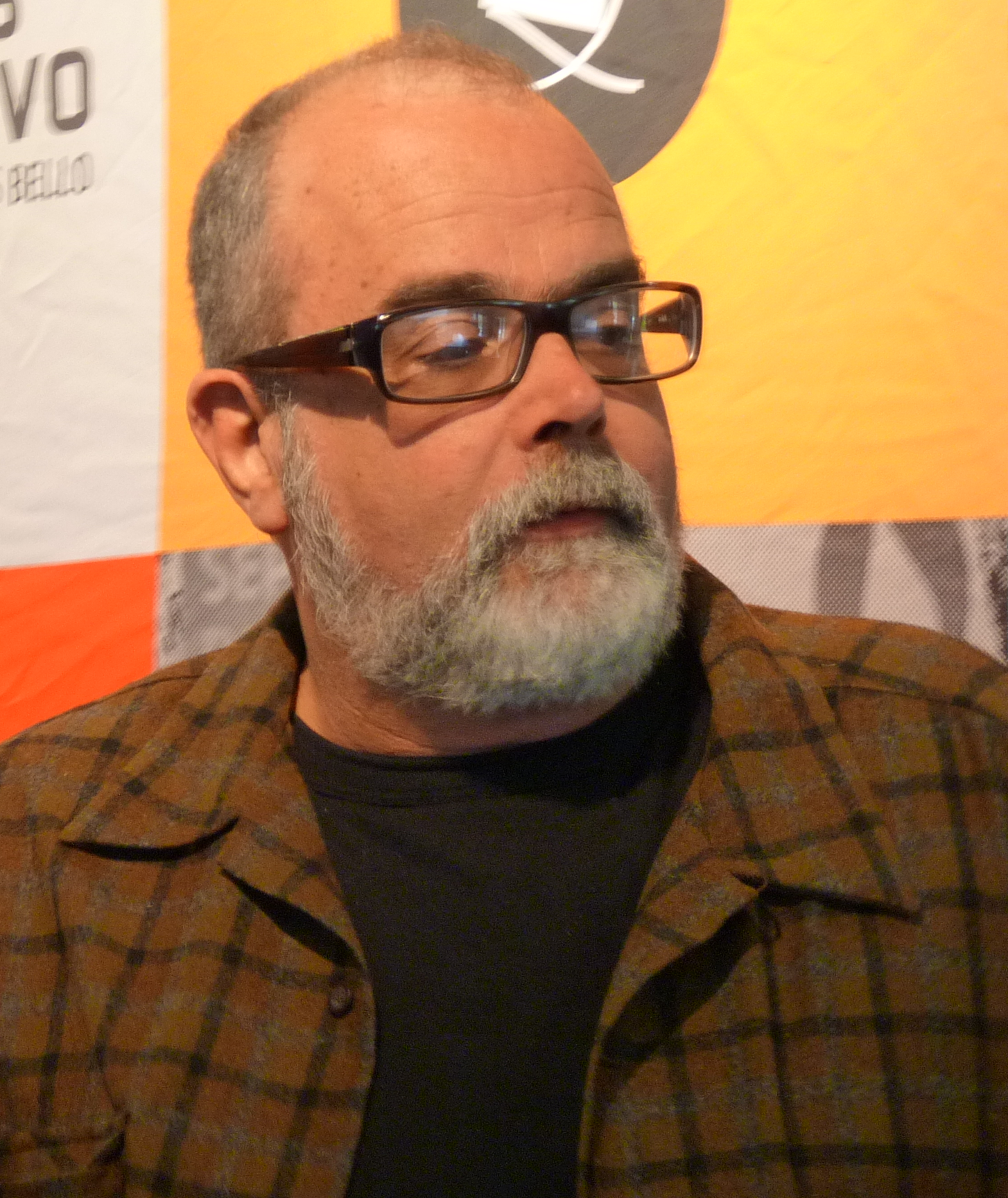
Skivomslaget och illustrationerna för Americana designades av Frank Kozik och har av Holland beskrivits som ”väldigt rena, oskyldiga och inspirerade av 1950-talet fast med ett förvrängt utseende”.

The Offspring hade svårt att bestämma sig för en titel på albumet och det var först när en del låtar redan var inspelade som de bestämde sig för Americana. Bandmedlemmarna ville med denna titel förändra allmänhetens uppfattning om ordets innebörd. Noodles har sagt att The Offspring ansåg att ordets mening var mycket bredare än den vedertagna tolkningen och att varenda låt på Americana skildrar olika delar av amerikansk kultur. Innan den slutgiltiga titeln bestämdes fanns det flera olika arbetstitlar för albumet såsom You're Too Fat to Make Porn, Stripper Wars, 600-Pound Angry Mom (samtliga inspirerade av avsnittsnamn från The Jerry Springer Show), Please Like Us Again (efter att Ixnay on the Hombre inte blev en lika stor framgång som bandet hade hoppats på) och Offspring, Bloody Offspring.
Skivomslaget för Americana visar en glad pojke med en ortos på sitt ben, sittande på en gunga med en kackerlacka i handen medan en tentakel sträcker sig mot pojken. Noodles har sagt att pojken på gungan symboliserar den amerikanska drömmen, men att tillägget av en ortos och en kackerlacka visar på stora perversiteter. Tentakeln som sträcker sig mot pojken ansåg Noodles syftar till ett ondskefullt inflytande, vilket han sade kunde tolkas som antingen religion eller konsumism. Jason Draper skrev i boken A Brief History of Album Covers att skivomslaget gav ”en kuslig inblick i det amerikanska förortslivet i mitten av 1990-talet, ofta genom besvärade ögon”. James Stafford på Diffuser.fm ansåg att skivomslaget till stor del saknade mening, men att han ändå fick känslan av den amerikanska kulturen från illustrationen. Stafford lyfte särskilt fram att pojken såg ut att komma från ett reklamblad från 1950-talet och att hans ortos liknade en sådan barn med polio brukade ha under samma tidsperiod. Han tolkade att gungan syftade till barndomens oskuld och att närvaron av ett monster, i detta fall tentakeln, visade på en skillnad mellan verklighet och idealism.
Skivomslaget och illustrationerna för Americana designades av Frank Kozik. Bilden på skivomslaget hade använts av Kozik vid åtminstone två tidigare tillfällen: på en Ritual Device-affisch från ett uppträdande på The Capitol Bar & Grill i Omaha, Nebraska i USA den 26 december 1993 samt på framsidan till Koziks bok Man's Ruin: The Posters & Art of Frank Kozik, som släpptes av bokförlaget Last Gasp i juni 1996. Illustrationen för "Pay the Man" inuti albumhäftet är en omgjord version av den europeiska affisch Kozik skapade för Bad Religions No Control-turné som hölls under 1990. The Offspring älskade Koziks illustrationer och Holland beskrev dem som ”väldigt rena, oskyldiga och inspirerade av 1950-talet fast med ett förvrängt utseende”; Holland jämförde Koziks illustrationer med de av Norman Rockwell ”fast med en injektionsspruta i sig”. Kozik förklarade för Holland att han motvilligt hjälpte bandet med illustrationerna eftersom Kozik kände att han skulle få ta emot mycket negativ kritik för att sin medverkan på Americana. Kozik berättade även för Holland att bilden på skivomslaget hade använts vid tidigare tillfällen men detta brydde sig inte Holland om eftersom han, enligt Kozik, var förälskad i just den illustrationen. Kozik gick med på att hjälpa The Offspring främst på grund av pengarna han tjänade på det då han själv ansåg att musiken på albumet var värdelös.

## Lansering och marknadsföring
Americana släpptes den den 16 november 1998 i Sverige och dagen därpå i USA. Från albumet lanserades fyra singlar: "Pretty Fly (for a White Guy)", "Why Don't You Get a Job?", "The Kids Aren't Alright" och "She's Got Issues". "Pretty Fly (for a White Guy)" lanserades den 24 november 1998 och nådde som bäst plats 1 i Australien, Finland, Nederländerna, Norge, Sverige och Storbritannien. Albumets andra singel, "Why Don't You Get a Job?", släpptes den 30 mars 1999 och hamnade på plats 2 i Australien, Sverige och Storbritannien. "The Kids Aren't Alright", den tredje singeln från Americana, lanserades den 21 september 1999 och nådde som bäst plats 6 i USA; i Sverige nådde singeln plats 16. Albumets sista singel, "She's Got Issues", släpptes den 19 oktober 1999 och hamnade som bäst på plats 11 i USA; i Sverige nådde "She's Got Issues" plats 59.
Som med tidigare albumlanseringar försökte The Offspring undvika att marknadsföra sig själva för mycket och de avböjde att medverka under ett flertal pratshower eftersom de ansåg att det inte skulle framställa bandet i god dager. Dock valde de att uppträda i TV-program såsom Top of the Pops och TFI Friday och i april 1999 rapporterades det att bandmedlemmarna gjorde åtminstone två intervjuer om dagen i syfte att marknadsföra Americana. I en tävling KROQ-FM utlyste i samband med albumets lansering fick vinnaren möjligheten att flyga till en av The Offsprings konserter i Las Vegas, USA där Holland själv var pilot för flygplanet. Förutom standardutgåvan lanserades Americana även i en så kallad Enhanced Edition, vilken innehöll musikvideorna från samtliga singlar från Ixnay on the Hombre, en hemmavideo, en trailer för videon Americana samt karaokeversioner av tre av låtarna från albumet. Den 30 november 2018, tjugo år efter albumets ursprungliga lansering, släpptes Americana i en 20th Anniversary-utgåva innehållandes albumet på en rödfärgad LP-skiva, en affisch samt ett ark med klistermärken.

### Försäljning
Den 6 december 1998 rapporterades det att Americana hade sålts i 198 000 kopior, den 7 mars 1999 var försäljningssiffrorna över två miljoner kopior och i juli samma år hade över tre miljoner kopior av albumet sålts. I november 2003 rapporterades en försäljning på över 11 miljoner kopior globalt. I Australien hade albumet sålts i 365 000 kopior den 24 juni 1999. Det är osäkert exakt hur många kopior av Americana som har sålts sedan lanseringen, där det har rapporterats en försäljning på 11–15 miljoner kopior globalt. "Pretty Fly (for a White Guy)" var den 24 juni 1999 den näst mest sålda singeln någonsin i Australien med sina knappt 300 000 sålda kopior. "Pretty Fly (for a White Guy)" lanserades även som en gratis MP3-fil på internet och laddades då ned drygt 22 miljoner gånger under en tioveckors period.

### Turné
The Offspring turnerade med Americana i drygt ett år. I november 1998 började turnén i Nordamerika och den gick sedan vidare till Europa i januari året därpå och Oceanien i juni 1999. I juli samma år uppträdde bandet på Woodstockfestivalen 1999, som blev ökänt för rapporter om våldsfall, pyromani och våldtäkter. Efter det fortsatte turnén i Nordamerika, Europa, Asien och Oceanien fram till december 1999 då den avslutades i Seattle, USA. Några av de band som turnerade tillsammans med The Offspring under Americana-turnén var Unwritten Law, Sprung Monkey, Ozomatli, The Living End och Guttermouth. Ett av dessa band, Ozomatli, hånades av vissa av The Offsprings fans, vilket ledde till att bandet valde att hoppa av turnén. Noodles, som hade kämpat för att få med Ozomatli på turnén, har sagt att den främsta anledningen till att Ozomatlis musik inte uppskattades var att de sjöng på spanska och han sade att han skämdes över de fans som hånade dem för det. Under Americana-turnén följde Guy Cohen, huvudpersonen i musikvideon för "Pretty Fly (for a White Guy)", med trots att han beskrev upplevelsen som "ganska tråkig". Dock uppskattade både Holland och Noodles Cohens medverkan och de förklarade att han var populär bland The Offsprings fans. I juni 2015 framförde The Offspring Americana i sin helhet för första gången, vilket ägde rum under Amnesia Rockfest för att fira musikfestivalens 10-årsjubileum.

## Mottagande och eftermäle
När Americana lanserades fick det främst positiva reaktioner. Mark på AbsolutePunk tyckte att Americana var ett av de bästa rockalbumen som lanserades under den senare hälften av 1990-talet och han lyfte särskilt fram "The Kids Aren't Alright" som en av de bästa låtarna inte bara av The Offspring utan under hela detta decennium. Michael Gallucci på Allmusic betygsatte Americana med 3 av 5 och han ansåg att de olika musikstilarna The Offspring använde sig av på albumet flöt ihop sömlöst. Greg Kot på Rolling Stone tyckte att Americana var tudelat där den ena hälften av albumet hyllade punkrocken från 1980-talet medan den andra hälften var mer experimentell med sina musikstilar. Kot gav albumet 3 av 5 i betyg. Paul Brannigan på Kerrang! ansåg att Americana var ett typiskt The Offspring-album på grund av dess melodislingor, snabba riff och allsångsrefränger. Brannigan påpekade att Americana innehöll mycket humor, men att detta var balanserat med seriösa observationer av det vardagliga livet i USA. Mike Bellart på Music's Bottom Line lyfte särskilt fram Hollands livfulla sätt att berätta en historia genom sina låttexter och han ansåg att bandet hade lyckats bra med att hitta en balans mellan sina punkrockrötter och sina mer kommersiella radiolåtar på albumet. Aaron Axelsen på Live 105 ansåg att anledningen till The Offsprings framgångar med Americana var att trots att de hade ändrat sin musikaliska stil behöll de fortfarande sina rötter inom punkrocken på ett välbalanserat sätt.
Orlando Weekly gav Americana en blandad recension där "Pay the Man" lyftes fram som den bästa låten, men tidningen tyckte att albumet i mångt och mycket var för snarlikt bandets tidigare lanseringar. Damien Lynch på Punknews var mer negativt inställd till Americana och då särskilt till "Pretty Fly (for a White Guy)", "She's Got Issues" och "Why Don't You Get a Job?" som han ansåg vara för stora avvikelser från The Offsprings punkrockrötter. Lynch tyckte att albumet hade flera bra låtar, men att i det stora hela var bandets tidigare lanseringar bättre än Americana och han gav albumet betyget 1,5 av 5. Även Stephen Thompson på The A.V. Club var kritisk till Americana och kallade albumet för motbjudande och värdelöst.
Americana nominerades i kategorin Best Album i 1999 års MTV Europe Music Awards, men förlorade till Boyzones By Request. 2000 nominerades Americana till en Juno Award i kategorin Best Selling Album (Foreign or Domestic), men förlorade till Backstreet Boys Millennium. Billboard placerade albumet på plats 75 på deras lista "Top Pop Albums of the '90s". 2006 placerade Kerrang! Americana på plats 20 på sin lista över de 50 bästa punkrockalbumen någonsin. Albumet hamnade 2013 på plats 15 på listan "36 Pop Punk Albums You Need To Hear Before You F——ing Die" av Buzzfeed. Americana kom 2014 med på listan "20 Pop Punk Albums Which Will Make You Nostalgic" av New Musical Express. Rock Sound placerade Americana på plats 79 på listan "101 Modern Classics" samt att tidskriften tog med albumet på plats 23 på listan "The 51 Most Essential Pop Punk Albums of All Time".
The Offspring blev stämda av Morris Albert för sin coverversion av "Feelings" och det ryktades om en stämning gällande likheten mellan "Why Don't You Get a Job?" och The Beatles "Ob-La-Di, Ob-La-Da", dock lades fallet ned efter att "Why Don't You Get a Job?" hade granskats. "Weird Al" Yankovic parodierade "Pretty Fly (for a White Guy)" med "Pretty Fly (for a Rabbi)" som släpptes på Running with Scissors. Videon Americana, vars titel kommer från detta album, lanserades under 1998. Den innehåller video- och musikmaterial med The Offspring från början av deras karriär upp till Ixnay on the Hombre. The Offspring planerade även att lansera ett livealbum under denna period som hade spelats in under några av Americana-turnéns konserter i Australien, men detta album släpptes aldrig. En sångbok för Americana publicerades den 30 juni 1999 av Hal Leonard Corporation. Pickin' On-serien lanserade den 24 mars 2007 hyllningsalbumet Americano: The Bluegrass Tribute to The Offspring, vars titel har inspirerats av Americana. Americana var ett av de album The Offspring hade släppt via Columbia vars rättigheter auktionerades ut under 2015.

## Låtlista
Alla låtar är skrivna och komponerade av Dexter Holland, om inte annat anges. 
| Nr           | Titel                             | Kompositör                           | Längd |
| ------------ | --------------------------------- | ------------------------------------ | ----- |
| 1.           | Welcome                           |                                      | 0:09  |
| 2.           | Have You Ever                     |                                      | 3:56  |
| 3.           | Staring at the Sun                |                                      | 2:13  |
| 4.           | Pretty Fly (for a White Guy)      |                                      | 3:08  |
| 5.           | The Kids Aren't Alright           |                                      | 3:00  |
| 6.           | Feelings                          | Morris Albert, Loulou Gasté, Holland | 2:51  |
| 7.           | She's Got Issues                  |                                      | 3:48  |
| 8.           | Walla Walla                       |                                      | 2:57  |
| 9.           | The End of the Line               |                                      | 3:00  |
| 10.          | No Brakes                         |                                      | 2:06  |
| 11.          | Why Don't You Get a Job?          |                                      | 2:52  |
| 12.          | Americana                         |                                      | 3:15  |
| 13.          | Pay the Man (innehåller gömd låt) |                                      | 10:19 |
| Total längd: | Total längd:                      | Total längd:                         | 43:34 |

| 1.           | All I Want (musikvideo)                       | 1:57  |
| 2.           | I Choose (musikvideo)                         | 4:03  |
| 3.           | Gone Away (musikvideo)                        | 4:33  |
| 4.           | The Meaning of Life (musikvideo)              | 2:56  |
| 5.           | Americana (trailer)                           | 4:37  |
| 6.           | Home Video Footage                            | 1:51  |
| 7.           | Pretty Fly (for a White Guy) (karaokeversion) | 3:05  |
| 8.           | Why Don't You Get a Job? (karaokeversion)     | 2:47  |
| 9.           | Staring at the Sun (karaokeversion)           | 2:14  |
| Total längd: | Total längd:                                  | 28:03 |

### Gömd låt
En dryg minut efter att "Pay the Man" tagit slut börjar "Pretty Fly (Reprise)" (1:03), vilket är en mariachilåt som återanvänder delar av låttexten från "Pretty Fly (for a White Guy)". Holland har sagt att "Pretty Fly (Reprise)" var den låt han var mest stolt över på Americana.

## Medverkande
- Dexter Holland – sång och kompgitarr
- Noodles – sologitarr och sång
- Greg K. – elbas
- Ron Welty – trummor

### Övriga medverkande
| - John Mayer – tal på "Welcome" och sång på "Pretty Fly (Reprise)" - Calvert DeForest – tal på "Why Don't You Get a Job?" och sång på "Pretty Fly (Reprise)" - Heidi Villagran – sång på "Pretty Fly (for a White Guy)" och "Pretty Fly (Reprise)" - Nika Futterman Frost – sång på "Pretty Fly (for a White Guy)" och "Pretty Fly (Reprise)" - Chris Higgins – sång och gitarrtekniker - Davey Havok – sång - Jack Grisham – sång - Jim Lindberg – sång - Gabrial "Gabe" McNair – horn på "Why Don't You Get a Job?" - Phil Jordan – horn på "Why Don't You Get a Job?" - Derrick Davis – flöjt på "Why Don't You Get a Job?" - Carlos Gomez – gitarr på "Pretty Fly (Reprise)" - Raul Garibay – guitarrón på "Pretty Fly (Reprise)" | - Pedro Pina – trumpet på "Pretty Fly (Reprise)" - Alvaro Macia – fidel på "Pretty Fly (Reprise)" - Miguel Gonzales – violin på "Pretty Fly (Reprise)" - Dave Jerden – producent och mixning - Bryan Carlstrom – ljudtekniker - Annette Cisneros – teknikassistent - Eddy Schreyer – mastering - Elan Trujillo – studioassistent - Janie Rangel – studioassistent - Bryan Hall – gitarrtekniker - Ross Garfield – trumtekniker - Sean Evans – design - Frank Kozik – illustration |

## Topplistor
| Land           | Högsta listplacering |
| -------------- | -------------------- |
| Australien     | 1                    |
| Belgien        | 4                    |
| Finland        | 2                    |
| Frankrike      | 2                    |
| Kanada         | 3                    |
| Nederländerna  | 6                    |
| Norge          | 2                    |
| Nya Zeeland    | 1                    |
| Schweiz        | 5                    |
| Storbritannien | 10                   |
| Sverige        | 1                    |
| Tyskland       | 5                    |
| USA            | 2                    |
| Österrike      | 1                    |

## Certifikat
| Land           | Certifikat |
| -------------- | ---------- |
| Argentina      | Guld       |
| Australien     | 5× platina |
| Brasilien      | Platina    |
| Finland        | Platina    |
| Frankrike      | 2× platina |
| Japan          | Platina    |
| Kanada         | 8× platina |
| Mexiko         | Guld       |
| Norge          | Platina    |
| Nya Zeeland    | 4× platina |
| Polen          | Platina    |
| Schweiz        | Platina    |
| Storbritannien | Platina    |
| Sverige        | 2× platina |
| Tyskland       | Guld       |
| USA            | 5× platina |
| Österrike      | Platina    |

## A Piece of Americana
A Piece of Americana är det amerikanska punkrockbandet The Offsprings tredje officiella EP, släppt den 17 november 1998 via skivbolaget Columbia. A Piece of Americana är en sampler-EP som släpptes i samband med Americana och innehåller låtar som alla kom med på det slutgiltiga albumet; versionerna på denna EP är inte i samtliga fall likadana som de som är med på Americana, men de är snarlika. Det finns två versioner av A Piece of Americana, där den första versionen innehåller "Feelings" medan den andra versionen innehåller "Walla Walla". Framsidan på EP:n har samma motiv som på singeln till "Pretty Fly (for a White Guy)" även om färgskalan är annorlunda.

### Mottagande
Sputnikmusic var positiva i sin recension av A Piece of Americana och skrev att låtarna var medryckande, poppiga och underhållande. Det enda negativa de såg med EP:n var att den möjligtvis inte tilltalade äldre fans av The Offspring som bättre gillade deras tidigare sound. Sputnikmusic gav A Piece of Americana 4 av 5 i betyg.

### Låtlista (version 1)
Alla låtar är skrivna och komponerade av Dexter Holland, om inte annat anges. 
| Nr           | Titel                        | Kompositör                           | Längd |
| ------------ | ---------------------------- | ------------------------------------ | ----- |
| 1.           | The Kids Aren't Alright      |                                      | 3:00  |
| 2.           | Pretty Fly (for a White Guy) |                                      | 3:08  |
| 3.           | She's Got Issues             |                                      | 3:49  |
| 4.           | Why Don't You Get a Job?     |                                      | 2:52  |
| 5.           | Feelings                     | Morris Albert, Loulou Gasté, Holland | 2:51  |
| Total längd: | Total längd:                 | Total längd:                         | 15:39 |

### Låtlista (version 2)
Alla låtar är skrivna och komponerade av Dexter Holland, om inte annat anges. 
| Nr           | Titel                        | Kompositör   | Längd |
| ------------ | ---------------------------- | ------------ | ----- |
| 1.           | The Kids Aren't Alright      |              | 3:00  |
| 2.           | Pretty Fly (for a White Guy) |              | 3:08  |
| 3.           | She's Got Issues             |              | 3:49  |
| 4.           | Why Don't You Get a Job?     |              | 2:52  |
| 5.           | Walla Walla                  |              | 2:57  |
| Total längd: | Total längd:                 | Total längd: | 15:45 |

### Medverkande
- Dexter Holland – sång och kompgitarr
- Noodles – sologitarr och sång
- Greg K. – elbas
- Ron Welty – trummor

#### Övriga medverkande
- Dave Jerden – producent och mixning
- Bryan Carlstrom – inspelningstekniker
- Annette Cisneros – teknikassistent
- Eddy Schreyer – mastering
- Sean Evans – design
- Frank Kozik – illustration